# Klaas Waarzegger
Klaas Waarzegger (Kaapstad, 19 februari 1811 of 1812 of 1813 - Riversdal, 29 maart 1893) was de schrijversnaam van Louis Henri Meurant. Meurant was in het midden van de 19e eeuw een drukker, journalist en een bevorderaar van het Afrikaans als geschreven taal.
Zijn vader was een Zwitsers immigrant en zijn moeder was een Britse immigrante. Op 14-jarige leeftijd werd hij wees. Hij werd als pleegzoon opgenomen in het Afrikaanssprekende gezin van M.J. Smit. In 1831 trouwde hij met zijn oudste stiefzuster.
Van jongs af aan werkte hij als vakleerling bij de South African Commercial Advertiser van George Greig. Daar maakte hij van nabij de strijd om de persvrijheid in de Kaapkolonie mee. Na zijn huwelijk verhuisde hij naar Grahamstad en stichtte hij de Grahamstown Journal. Later gaf hij het Kaapsche Grensblad, The Cradock News en het Cradocksche Nieuwsblad uit. Geregeld verschenen in deze kranten stukken van zijn hand in het Afrikaans. 
In de jaren rondom 1860 woedde er in de Kaapkolonie een hevig debat over de mogelijke afscheiding van de oostelijke districten om een eigen kolonie te vormen. Om deze zaken te propageren schreef Meurant een reeks van tweegesprekken onder titel “Zamenspraak tusschen Klaas Waarzegger en Jan Twyfelaar over het onderwerp van afscheiding tusschen de Oostelyke en Westelyke Provincie.” Dit fictieve debat in de heersende vorm van het Nederlands van de Oost-Kaap vond grote bijval en liet de lezersaantallen toenemen. In april 1861 werd dit debat in een bundel uitgegeven. Dit wordt vandaag de dag beschouwd als het eerste boek in het Afrikaans. Met zijn politieke artikelen in het Afrikaans stelde Meurant onbewust een voorbeeld dat door andere journalisten en schrijvers werd nagevolgd.
Meurant was in zijn pleeggezin zo verafrikaanst dat hij persoonlijk bekend was met de Voortrekkersleiders Jacobus Uys, Piet Retief en Andries Pretorius. Hij trad bij gelegenheid zelfs op als tolk tussen de voortrekkersleiders en de Britse Settlers van 1820. Ook was Meurant als tolk aanwezig bij de onderhandelingen die tot de Sandrivierconventie en de stichting van de Zuid-Afrikaansche Republiek leidde.
In alle oorlogen aan de oostgrens van de Kaapkolonie tegen de Xhosa was Meurant van de zesde grensoorlog (1834-35) tot de negende Grensoorlog betrokken. Vanaf 1853 was hij landdrost. Eerst in de grensdistricten Katrivier, Cradock en Fort Beaufort en vanaf 1874 ook in Clanwilliam en tot zijn aftreden op 31 december 1881 ook op Riversdal.
Vanaf 1884 tot zijn dood was Meurant lid van de Wetgevende Vergadering van de Kaapkolonie. De belangen van de oostelijke districten lagen hem daarbij nauw aan het hart. Waar hij kon liet hij in de dorpen waar hij landdrost was dorpsparken aanleggen. Als parlementslid legde hij zich vooral toe op de ontwikkeling van de infrastructuur van de Kaapkolonie.
Meurant overleed op 29 maart 1893 in Riversdal. Hij ligt naast zijn eerste vrouw begraven op het kerkhof in de Maraisstraat in Riversdal.